# Erövringen av Tavastehus
Erövringen av Tavastehus var en operation under finska inbördeskriget som ägde rum den 26 april 1918 och resulterade i att tyska Östersjödivisionen erövrade Tavastehus från de röda. Erövringen kunde genomföras utan större strider, då flera tusen rödgardister flydde söderut innan tyskarna nådde fram till staden. 

## Bakgrund
Tavastehus skyddskår bildades i oktober 1917 och i november inledde stadens röda garde sin verksamhet. När inbördeskriget bröt ut den 27 januari 1918 hölls ett möte för arbetarrörelsen i Tavastehus, varvid det beslutades att arbetarna skulle avvakta händelsernas utveckling. Flera representanter för arbetarrörelsen var emot revolutionen, däribland den socialdemokratiske riksdagsledamoten och utgivaren av Hämeen Voima Heikki Välisalmi. Två dagar efter mötet ringde röda gardets chef Eero Haapalainen från Helsingfors och beordrade Tavastehus invånare att bilda en länsregering och samma dag anlände Tuomas W. Hyrskymurto med 30 rödgardister från Åbo för att gripa makten i staden. Till Hyrskymurtos förband anslöt sig alla lokala rödgardister i Tavastehus och gardet inkvarterades i ett hotell. Rödgardisterna övertog länsregeringen, telefonkontoret och Finlands Banks filialkontor. De drygt 50 skyddskårister som fanns i staden lyckades fly norrut och anslöt sig till Hans Kalms bataljon.
Under inbördeskriget förflöt livet i Tavastehus mestadels lugnt. De röda lät arkebusera tre skyddskårister som hämnd för avrättningen av en röd milischef och de vita lät i sin tur avrätta milischefen Siimes Kanervio den 20 april.

## Erövringen

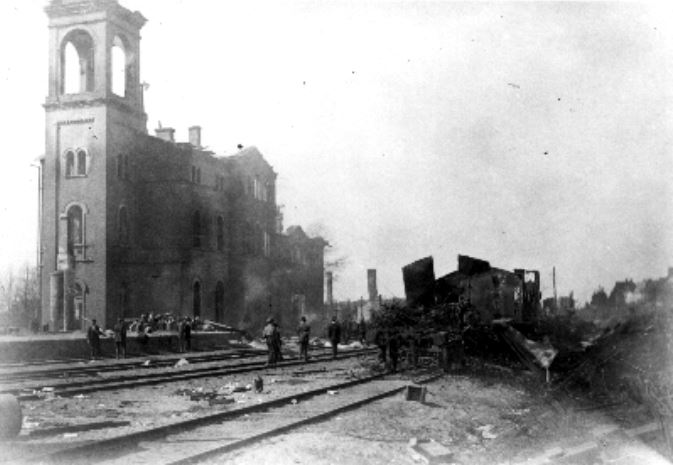
Tavastehus järnvägsstation efter att en ammunitionsvagn exploderat.

Tyska Östersjödivisionen landsteg i Hangö den 3 april, erövrade Helsingfors den 13 april och avancerade därefter norrut. Riihimäki intogs den 22 april och tre dagar senare marscherade generalmajor Konrad Wolf med 95. reservinfanteribrigaden mot Tavastehus. Längs vägen erövrade tyskarna kyrkbyn Janakkala, Leppäkoski och Turengi innan de anlände till Tavastehus den 26 april. Först ankom en armégrupp ledd av major Lothar von Brandenstein, som de röda försökte konfrontera vid Hattelmalanharju. Samtidigt tog en armégrupp under major Godert von Redens befäl järnvägen i besiktning för att längs den avancera mot centrum. Klockan 13 grupperade sig tyskarna i söder och två timmar senare besköt de byn Miemala, varvid två kvinnor, som betraktas ha tillhört den vita sidan, omkom. Tavastehus järnvägsstation förstördes när en av de rödas ammunitionsvagnar som stod på bangården träffades av en tysk granat och exploderade.
Från och med andra veckan i april passerade närmare 25 000 röda flyktingar Tavastehus på sin resa österut. Inledningsvis reste de genom Tulois och Lampis till Lahtis, men efter att tyskarna inledde beskjutningen av Tavastehus den 26 april upphörde rutten. Vid tiden för invasionen beräknas 4 000–5 000 flyktingar funnits i Tavastehus och under striderna flydde flera av dem till byn Idänpää, där de försökte organisera ett motstånd mot tyskarna. Tyskarna besköt dessa flyktingkolonner, som också bestod av kvinnor, barn och gamla. Minst 20 personer dog under beskjutningarna, men flera andra lyckades ta sig till Hattula.
Före klockan 17 var staden tom på rödgardister, bara en liten grupp röda flyktingar fanns kvar. Vita flagg hissades på stadshuset och länsregeringens byggnad och de av röda gardet tillfångatagna skyddskåristerna fritogs. Efter erövringen föll befälet över staden på Lothar von Brandenstein och dagen därpå anlände en förtrupp från länsarmén under ledning av major Martin Wetzer samt en svenska brigadens generalstab med general Harald Hjalmarson. Ett fångläger upprättades i staden och i flera veckor internerades där tusentals röda flyktingar från hela landet. Fram till mitten av september avled 2 700 fångar i lägret. Flyktingkolonnen som flytt mot Hauho jagades upp av tyskarna och de vita och hårda strider utkämpades vid Tulois, Hauho och Alvettula innan de röda kapitulerade utanför Lahtis den 1 maj.